# Широв, Александр Александрович
Алекса́ндр Алекса́ндрович Широв (род. 9 февраля 1975, Москва) — российский экономист, специалист в области анализа и прогнозирования российской экономики, разработки многоуровневого прогнозно-аналитического инструментария, межотраслевых макроэкономических исследований и оценки последствий принятия решений в экономической политике. Доктор экономических наук (2016), профессор РАН (2018), член-корреспондент РАН c 15 ноября 2019 года по Отделению общественных наук. Директор ИНП РАН с декабря 2020 г.

## Биография
Окончил Российскую экономическую академию им. Г. В. Плеханова по специальности «Мировая экономика» (2000). Защитил кандидатскую диссертацию «Анализ и прогноз взаимосвязи параметров развития российской экономики и внешней торговли в годы реформ» (2003) и докторскую диссертацию «Многоуровневые структурные исследования как инструмент обоснования экономической политики» (2016; официальные оппоненты Г. П. Журавлёва, В. И. Суслов и Л. А. Стрижкова).
С 1998 года работает в Институте народнохозяйственного прогнозирования РАН (ИНП РАН), заведующий лабораторией анализа и прогнозирования производственного потенциала и межотраслевых взаимодействий, заместителем директора. С 2020 года директор ИНП РАН. Преподаёт дисциплину «Макроэкономическая политика и прогнозирование» на кафедре макроэкономической политики и стратегического управления экономического факультета и в Московской школе экономики МГУ имени М. В. Ломоносова, научный руководитель 4 кандидатских диссертаций.
Автор и соавтор более 200 научных работ, в том числе 6 монографий. Член координационного совета профессоров РАН, объединённого учёного совета ОАО «РЖД», экспертных групп МАГАТЭ, учёного и диссертационного советов в ИНП РАН, диссертационных советов МГУ имени М. В. Ломоносова и ФУ при Правительстве Российской Федерации; входит в состав научно-редакционного совета журнала «Проблемы прогнозирования». Участник рабочей группы по направлению «Экономика и финансы» Государственного совета Российской Федерации. Лауреат премии «Экономист года» в составе коллектива авторов стратегии социально-экономического развития «Стратегия роста» (2017).

## Научная деятельность

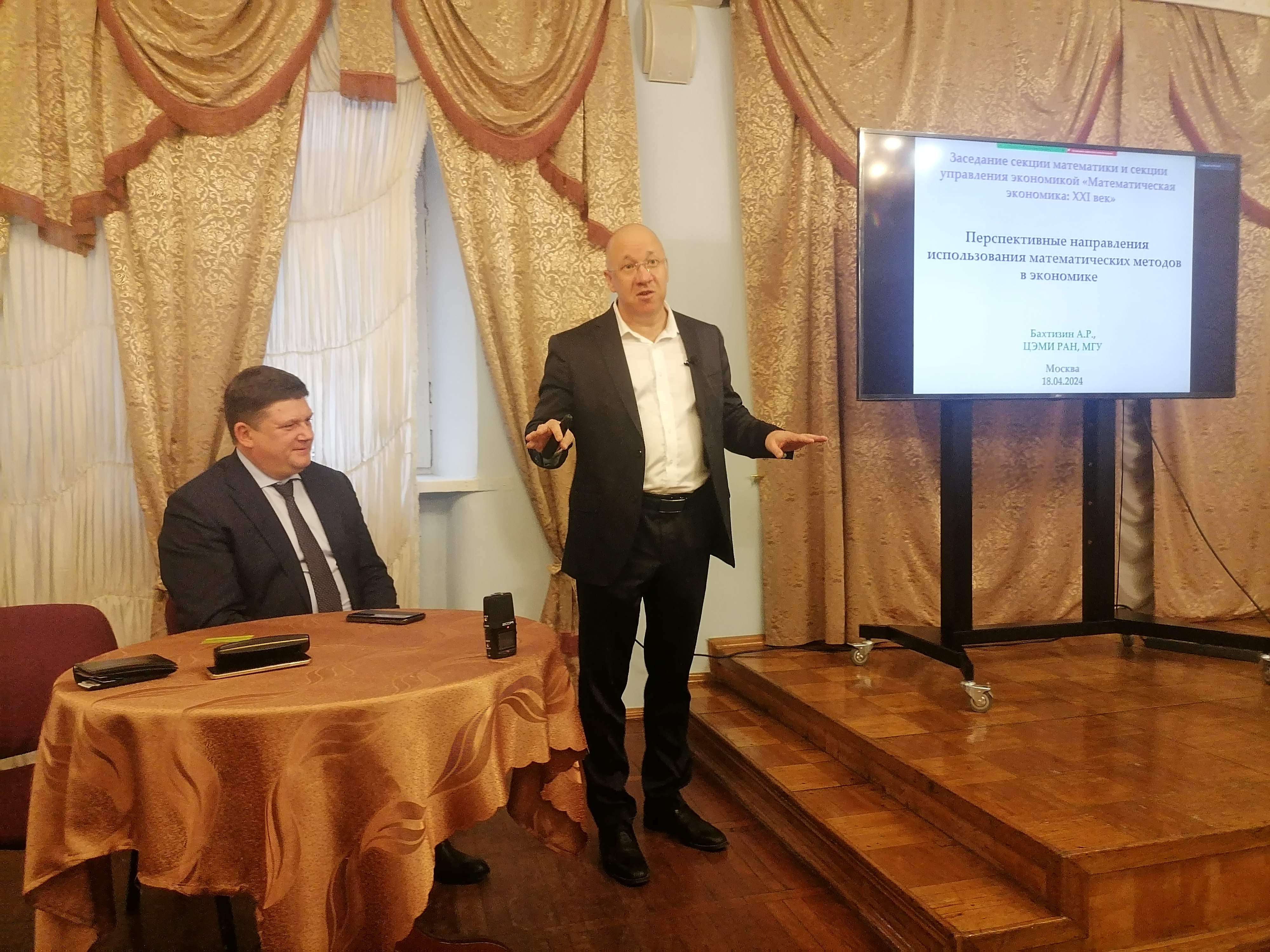
2024. ЦДУ. На докладе А. Р. Бахтизина

Основной сферой деятельности А. А. Широва является макроэкономический анализ и прогнозирование, анализ межотраслевых связей, обоснование мероприятий в области экономической политики, отраслевое моделирование и прогнозирование, анализ и прогнозирование внешнеэкономических связей, разработка многоуровневых систем расчётов на базе межотраслевых моделей экономики.
А. А. Шировым создана методология межотраслевого макроструктурного прогнозирования в целях разработки долгосрочной стратегии развития российской экономики; разработана концепция взаимодействия динамических и структурных характеристик развития экономики при формировании и обосновании общей стратегии развития экономики; решена задача комплексной оценки мультипликативных эффектов, связанных с реализацией национальных проектов, развитием секторов экономики, регионов, корпораций и отдельных крупных инвестиционных проектов на международном и национальном уровнях; разработан и практически используется комплекс межотраслевых и макроэкономических моделей экономики России, разработаны межотраслевые макроэкономические модели для экономик Белоруссии, Казахстана, Украины, ряд региональных и отраслевых моделей.